# Baselios Thomas I.

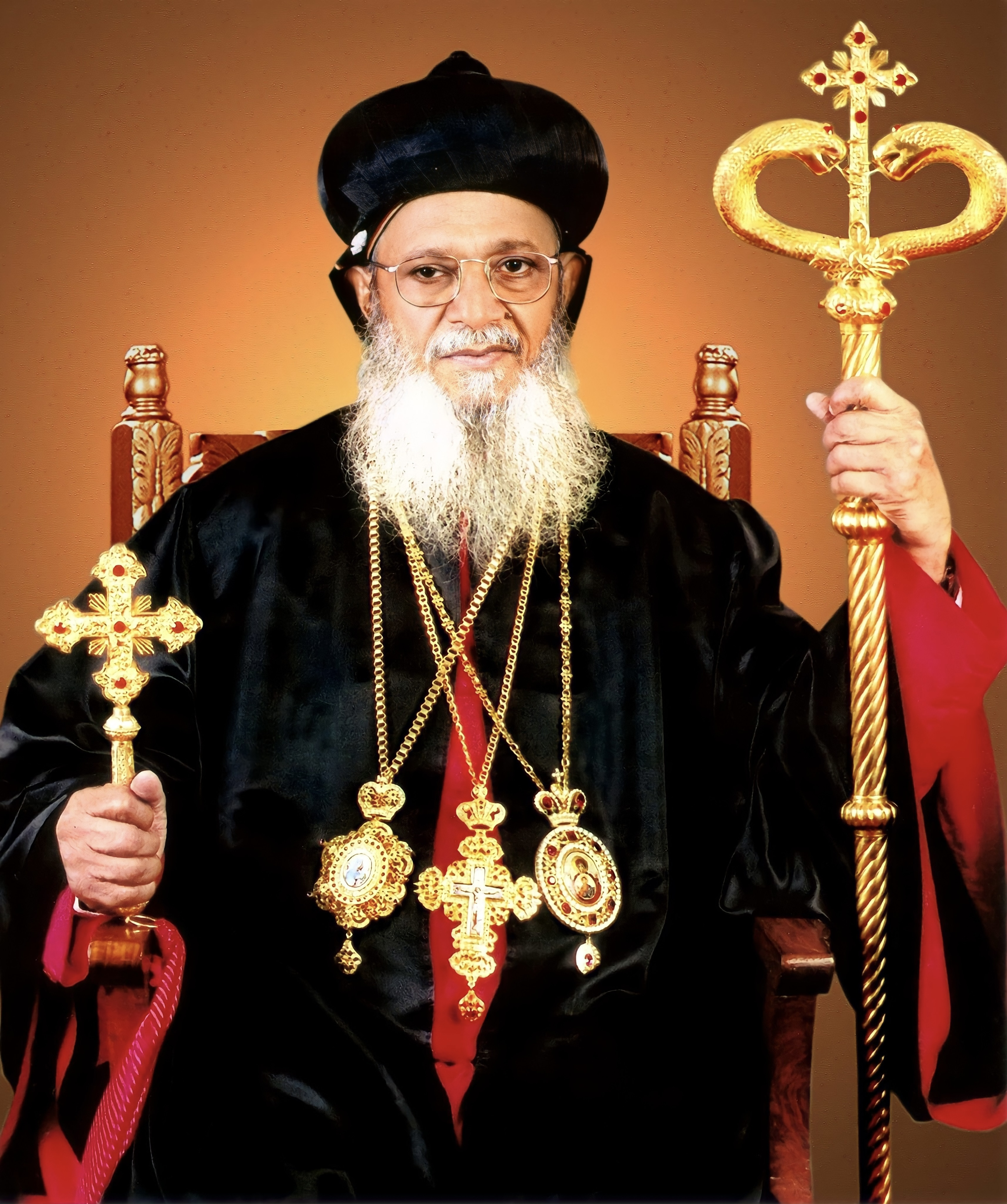
Baselios Thomas I.

Baselios Thomas I. (Malayalam: ആബൂൻ മോർ ബസേലിയോസ് തോമസ് പ്രഥമൻ കാതോലിക്ക ബാവ, Syrisch-Aramäisch: ܡܪܢ ܡܪܝ ܒܣܠܝܘܣ ܬܐܘܡܐ ܩܕܡܝܐ) (* 22. Juli 1929 in Vadayambadi, Puthenkuriz, Kerala; † 31. Oktober 2024 in Kochi) war der „Katholikos von Indien“ und der dritte „Maphrian“ der Malankara Syrisch-Orthodoxen Kirche innerhalb der Syrisch-Orthodoxen Kirche von Antiochien
Bei seiner Bischofsweihe zum Metropoliten von Angamaly am 24. Februar 1974 in Damaskus nahm er den Amtsnamen Mor Dionysius an. Am 22. Juli 2002 bestätigte die Synode der Syrisch-Orthodoxen Kirche seine Wahl zum „Katholikos von Indien“. Bei seiner Ordination am 26. Juli 2002 im St. Ephrem-Kloster von Ma'arat Sayyidnaya bei Damaskus durch Patriarch Ignatius Zakka I. Iwas erhielt er den Amtsnamen Baselios Thomas I. Am 31. Juli 2002 trat er sein Amt in Indien an. Er residierte im Mor Ignatius-Seminar in Kothamangalam, Kerala.

## Einzelnachweis
1. ↑  Mor Baselios Thomas-I, spiritual head of Syrian Christians of India, passes away. In: keralakaumudi.com. 31. Oktober 2024, abgerufen am 31. Oktober 2024 (englisch).